# Leibniz-Institut für Ostseeforschung
Das Leibniz-Institut für Ostseeforschung in Rostock-Warnemünde (IOW) im Land Mecklenburg-Vorpommern ist ein Institut, das sich der Forschung und Lehre auf dem Gebiete der Meereskunde mit „besonderer Hinwendung zum Ökosystem der Ostsee“ widmet. Es wurde 1992 gegründet und gehört zur Wissenschaftsgemeinschaft Gottfried Wilhelm Leibniz, darüber hinaus ist es als An-Institut der Universität Rostock angegliedert. Entstanden ist die Einrichtung aus dem Warnemünder „Institut für Meereskunde“, das zur Akademie der Wissenschaften der DDR gehörte.

## Ausstattung und Struktur

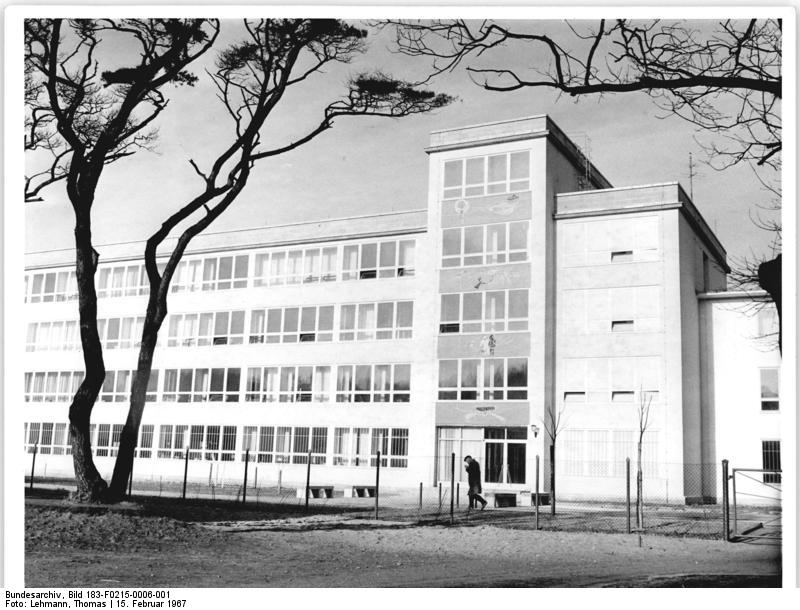
Das damalige Institut für Meereskunde Warnemünde im Jahre 1967.

Das Institut in der Rechtsform einer unselbstständigen Landeseinrichtung hatte 2010 rund 220 Mitarbeiter, davon etwa die Hälfte im wissenschaftlichen Bereich, und einen Haushalt von rund 27,9 Millionen Euro, davon rund 13,7 Millionen Euro Drittmittel. 2021 hatte es einen Haushalt von insgesamt 25,3 Millionen Euro, davon ca. 10 Millionen Euro Drittmittel. Es gliedert sich in die vier Sektionen „Physikalische Ozeanographie und Messtechnik“, „Biologische Meereskunde“, „Meereschemie“ und „Marine Geologie“. Die Forschungsschwerpunkte sind „Transport- und Transformationsprozesse im Meer“, „Marine Lebensgemeinschaften und Stoffkreisläufe“ sowie „Marine Ökosysteme im Wandel“. Dem Institut stehen die in Rostock beheimateten Forschungsschiffe Maria S. Merian und Elisabeth Mann Borgese zur Verfügung, deren Eigner das Land Mecklenburg-Vorpommern ist.

## Forschung und Lehre
Mit seinen vier Sektionen betreibt das IOW Meeresforschung mit speziellem Fokus auf Küsten- und Randmeere und besonderer Hinwendung zum Ökosystem Ostsee. Die Forschung orientiert sich Sektionsübergreifend an vier Schwerpunkten:
- Im Schwerpunkt eins sollen Klein- und mesoskalige Prozesse von der Oberfläche bis zum Sediment untersucht werden. Beispiele sind hier die Untersuchung des Austausches zwischen Ozean und Atmosphäre auf der einen Seite und Meeresboden und Wasser auf der anderen Seite sowie die im Sediment gespeicherten Informationen. Auch der Einfluss physikalischer Randbedingungen (z. B. chemische Gradienten, Sonnenlicht, Wind, Temperatur) und deren Einfluss auf die Aktivitäten der dort lebenden Organismen sind Teil dieses Schwerpunktes.
- Im Schwerpunkt zwei wird die beckenweite Ökosystemdynamik erforscht. Ziel ist es, die heutige Dynamik des Systems Ostsee durch Beobachtungen und Experimente zu untersuchen und im Computermodell möglichst realistisch nachzubilden. Mit einem solchen hochauflösenden, dreidimensionalen Modell der Wasserbewegungen in der Ostsee kann dann zum Beispiel der Transport von Nähr- und Schadstoffen nachvollzogen werden.
- Der dritte Schwerpunkt untersucht Ökosysteme im Wandel. Durch die Integration des Faktors Zeit und die damit einhergehende Erforschung der Veränderlichkeit von Küsten- und Randmeeren in der Vergangenheit auf Zeitskalen von Jahrzehnten bis Jahrtausenden, sollen Rückschlüsse auf mögliche Zukünfte ermöglicht werden.
- Der vierte Standpunkt studiert das Zusammenwirken von Küstenmeeren und Gesellschaft. Dabei stehen vom Menschen verursachte Umweltprobleme im Fokus der Forschung und auf dieser Basis die Entwicklung von Lösungsansätzen, die etwa an Ämter und Behörden weitergegeben werden und so zu konkreten Schutzmaßnahmen führen können.

Darüber hinaus werden verschiedene Querschnittsaufgaben bearbeitet, wie beispielsweise die Entwicklung geeigneter Messtechnik sowie Untersuchungs- und Modellierungsmethoden. In der Forschung des IOWs besteht eine enge Zusammenarbeit mit dem Department Maritime Systeme der Interdisziplinären Fakultät der Universität Rostock.
Als An-Institut ist übernimmt das IOW teile der Lehre an der Universität Rostock, zum Beispiel für den Masterstudiengang Physik und dessen Studienrichtung Physics of Ocean, Atmosphere, and Space oder den Masterstudiengang Meeresbiologie, sowie Anteile des Chemiestudiums. Auch für die Universität Greifswald werden Vorlesungen zum Themenbereich der Marinen Geologie angeboten.
Für besonders herausragende Promotionen mit Bezug zur angewandter Meeres-Messtechnik vergibt das IOW gemeinsam mit der Briese Schiffahrts GmbH & Co. KG den BRIESE-Preis für Meeresforschung.

## Das IOW in Region und Gesellschaft
Das IOW nimmt neben Forschung und Lehre zahlreiche Aufgaben aus dem Wissenschaftstransfer wahr. Dabei haben sich grob in drei Kategorien herausgemendelt.
Die wichtigste Aufgabe ist dabei der Transfer in die an der Umsetzung von Umweltpolitik beteiligten Behörden und Ämter, wie dem BSH und dem BfN. Unter anderem wurden dem Institut vom Bundesamt für Seeschifffahrt und Hydrographie (BSH) die nationalen Aufgaben in der Überwachung der Ostsee übertragen. Die damit verbundenen Monitoring-Programme und Zustandseinschätzungen der Ostsee können so direkt in nationale und supranationale Umweltschutzmaßnahmen integriert werden.
Darüber hinaus beteiligt sich das IOW am Wissenstransfer in die breite Öffentlichkeit. In diesem Rahmen finden zum Beispiel jeden Sommer die sogenannten Warnemünder Abende statt, in denen Wissenschaftler des IOWs populärwissenschaftliche Vorträge zum Thema Ostsee halten. Zudem beteiligt sich das IOW alle zwei Jahre zusammen mit dem BSH, dem Thünen-Institut für Ostseefischerei und dem Deutschen Meeresmuseum Stralsund am Ostseetag. Außerdem gibt es Angebote für Schulen, Austausch mit Medien, Wissenschaftspodcasts und eine kleine Ausstellung im Institut.
Auch der Austausch mit Unternehmen steht im Fokus des IOWs. Dabei sollen die eingesetzten Technologien verbessert und gleichzeitig Unternehmen bei der Entwicklung von neuen Technologien unterstützt werden. Auch in diesem Rahmen partizipiert das IOW am Zukunftscluster Ocean Technology Campus.